# Šola za rezervne častnike tehnične službe Jugoslovanske ljudske armade
Šola za rezervne častnike tehnične službe JLA (srbohrvaško: Šola za rezervne oficire tehničke službe JNA) je bila specialistična vojaška šola za rezervne častnike Jugoslovanske ljudske armade.
Kandidati za šolo so morali imeti končano srednjo tehnično šolo ali biti študentje oz. diplomiranci tehniške fakultete ali biti kvalificirani delavci z industrijsko šolo. 
Šolanje je trajalo eno leto, pri čemer so 4 mesece preživeli v šoli in ostalih 8 mesecev so stažirali v enotah. Od študijskega leta 1969/70 je šola izvajala pet programov: oborožitev, mototehnika, elektronika, radijska specializacija in telegrafsko-telefonska specializacija.